# Ho Song-taek
En aquest nom coreà, el cognom és Ho.
Ho Song-taek   (Kimch'aek, 1908 - 1958) fou un organitzador sindical, polític i activista independentista coreà dels primers anys de la República Popular Democràtica de Corea.

## Biografia
Nascut i criat a Seongjin (l'actual Kimch'aek), dins la província de Hamgyong del Nord, va dirigir el moviment antijaponès en solidaritat amb els sindicats que existien a Joseon durant l'ocupació japonesa el 1927. Aleshores, feia servir els pseudònims Heo Kuk-taek, Heo Sung-taek i Heo Young-shik. A la dècada del 1930, es va adonar que costava de militar en els moviments independentista i sindical sense una base socialista i econòmica a Joseon. Havent retornat a la península de Corea el 1935, va unir-se al Sindicat de Camperols de Sungjin i es va comprometre a una vaga activa i al moviment contra el Japó, i a partir del 1936 va esdevenir un pres polític durant 3 anys. Després, del 1940 en endavant, va participar en el moviment de restauració del Partit del Treball de Corea i, una vegada es va acabar l'ocupació japonesa, va organitzar el Consell Nacional de Sindicats Coreans, un grup sindical afiliat al Partit de Namro.
El 1934, es va graduar a la Universitat Comunista dels Treballadors d'Orient. Quan va ser novament a Corea i aquesta va ser alliberada l'agost de 1945, va tornar-se un membre important de l'organització de l'abans esmentat Partit del Treball de Corea.
El setembre de 1946, va iniciar la Vaga General de Setembre del Consell Nacional de Sindicats Coreans, la més llarga durant la dinastia Joseon. Nogensmenys, la jovenalla anticomunista i la milícia estatunidenca no s'hi van enfrontar amb prou duresa, i va mantenir-se sa i estalvi tot un any fins que va ser atrapat i encarcerat durant un any més.
El setembre de 1948, en el marc de la fundació de Corea del Nord, va ser elegit Ministre de Treball per l'Assemblea Suprema del Poble en el gabinet del president Kim Il-sung. El 1954 esdevingué Ministre de Transports; i el 1957, de la Indústria del Carbó. No hi ha registres després d'això. Alguns especulen que va ser purgat i degradat a causa de la lluita antisectària a la República Popular Democràtica de Corea.